# Antonio Gómez Davó
Antonio Gómez Davó (1890 - 1971) fou un arquitecte valencià. El 1917 obté el títol a l'Escuela de Arquitectura de Madrid. Les seues obres seran les més publicades en les revistes d'arquitectura de l'època, tant nacionals com estrangeres. És considerat el màxim exponent del neobarroc valencià, a pesar d'això en la dècada dels trenta produirà edificis de marcada i expressiva modernitat, a València i als nuclis de segona residència que sorgeixen als voltants. També és important el seu treball com a interiorista i dissenyador de mobiliari modern.

## Obres
- Sucursal de la caixa d'estalvis, al carrer Carabasses. Façana regionalista però al projecte mostrava la seua modernitat.
- Projecte modern per a la seu del Banc de València, 1934.
- Versió definitiva de l'Edifici del Banc de València, 1940, junt amb Vicent Traver
- Edifici de la Caixa d'Estalvis i Mont Pietat, al carrer la Mar cantonada amb la Glorieta. Monumental edifici neobarroc del 1932. Actualment forma part del Centre Cultural Bancaixa
- Edificis Serratosa, al carrer Moratín. D'estil modern.
- Grup escolar a Xirivella, d'estil modern i signat com a membre de l'STAI.
- Cases unifamiliars per a Rocafort, també d'estil modern.
- Edifici de la Caixa d'Estalvis a la plaça Bisbe Amigó
- Edifici de la Caixa d'Estalvis a Russafa, plaça del Dr. Landete.
- Edifici de la Cigonya, situat al Passeig de l'Albereda 16, antiga clínica de maternitat i actual Conselleria de Benestar Social.
- Interior per a la botiga de Vicente Picho, València 1931-32.